# Intérim du président de la république de Colombie
 (octobre 2023).
La mise en forme du texte ne suit pas les recommandations de Wikipédia : il faut le « wikifier ».
Les points d'amélioration suivants sont les cas les plus fréquents. Le détail des points à revoir est peut-être précisé sur la page de discussion.
- Les titres sont pré-formatés par le logiciel. Ils ne sont ni en capitales, ni en gras.
- Le texte ne doit pas être écrit en capitales (les noms de famille non plus), ni en gras, ni en italique, ni en « petit »…
- Le gras n'est utilisé que pour surligner le titre de l'article dans l'introduction, une seule fois.
- L'italique est rarement utilisé : mots en langue étrangère, titres d'œuvres, noms de bateaux, etc.
- Les citations ne sont pas en italique mais en corps de texte normal. Elles sont entourées par des guillemets français : « et ».
- Les listes à puces sont à éviter, des paragraphes rédigés étant largement préférés. Les tableaux sont à réserver à la présentation de données structurées (résultats, etc.).
- Les appels de note de bas de page (petits chiffres en exposant, introduits par l'outil «  Source ») sont à placer entre la fin de phrase et le point final[comme ça].
- Les liens internes (vers d'autres articles de Wikipédia) sont à choisir avec parcimonie. Créez des liens vers des articles approfondissant le sujet. Les termes génériques sans rapport avec le sujet sont à éviter, ainsi que les répétitions de liens vers un même terme.
- Les liens externes sont à placer uniquement dans une section « Liens externes », à la fin de l'article. Ces liens sont à choisir avec parcimonie suivant les règles définies. Si un lien sert de source à l'article, son insertion dans le texte est à faire par les notes de bas de page.
- La présentation des références doit suivre les conventions bibliographiques. Il est recommandé d'utiliser les modèles {{Ouvrage}}, {{Chapitre}}, {{Article}}, {{Lien web}} et/ou {{Bibliographie}}. Le mode d'édition visuel peut mettre en forme automatiquement les références.
- Insérer une infobox (cadre d'informations à droite) n'est pas obligatoire pour parachever la mise en page.

Pour une aide détaillée, merci de consulter Aide:Wikification.
Si vous pensez que ces points ont été résolus, vous pouvez retirer ce bandeau et améliorer la mise en forme d'un autre article.
L'intérim du président de la république de Colombie est une personne qui exerce légitimement les pouvoirs et les devoirs du président de la République, même s'il ou elle n'occupe pas le poste de plein droit. Actuellement, il existe une ligne de succession présidentielle établie dans laquelle les fonctionnaires du pouvoir exécutif assument les responsabilités présidentielles si le président en exercice est frappé d'incapacité, décède, démissionne, est destitué (par mise en accusation par la Cour suprême de justice) au cours de son mandat, ou si aucun président n'est élu à la date de son investiture.
Le vice-président de la République assume la présidence immédiatement après le décès, la démission ou la destitution du président en exercice. De même, si un président élu meurt avant d'entrer en fonction ou refuse d'entrer en fonction, le vice-président élu prête serment le jour de l'investiture. Un vice-président peut également devenir président par intérim en cas d'incapacité du président en exercice. En cas de vacance de la présidence et de la vice-présidence, le successeur est un ministre, selon l'ordre de préséance établi par la loi, pendant une période de 30 jours à compter de la vacance présidentielle, au cours de laquelle le Congrès doit se réunir pour élire un nouveau vice-président, issu du même parti ou mouvement que le président décédé, destitué, frappé d'incapacité ou en exercice, qui exercera ses fonctions jusqu'à la fin du mandat en cours. Depuis l'entrée en vigueur de la Constitution de 1886 et la proclamation de la Constitution de 1991, dix-neuf personnes, y compris des vice-présidents et des personnes nommées par le président, ont exercé la fonction de président par intérim.
| Président par intérim       | Date de début     | Date de fin       | Président                | Motif              |
| --------------------------- | ----------------- | ----------------- | ------------------------ | ------------------ |
| José María Campo            | 7 août 1886       | 7 janvier 1887    | Rafael Núñez             | Maladie            |
| Eliseo Payán                | 5 janvier 1887    | 4 juin 1887       | Rafael Núñez             | Maladie            |
| Eliseo Payán                | 12 décembre 1887  | 8 février 1888    | Rafael Núñez             | Maladie            |
| Carlos Holguín Mallarino    | 7 août 1888       | 7 août 1892       | Rafael Núñez             | Maladie            |
| Miguel Antonio Caro         | 7 août 1892       | 7 août 1898       | Rafael Núñez             | Maladie            |
| Antonio Basilio Cuervo      | 16 janvier 1893   | 17 janvier 1893   | Miguel Antonio Caro      | Absence temporaire |
| Guillermo Quintero Calderón | 12 mars 1896      | 17 mars 1896      | Miguel Antonio Caro      | Absence temporaire |
| Euclides de Angulo          | 9 mars 1908       | 14 avril 1908     | Rafael Reyes             | Absence temporaire |
| Jorge Holguín               | 9 juin 1909       | 4 août 1909       | Rafael Reyes             | Démission          |
| Ramón González Valencia     | 4 août 1909       | 7 août 1910       | Rafael Reyes             | Démission          |
| Carlos Lozano               | 9 octobre 1942    | 19 octobre 1942   | Alfonso López Pumarejo   | Absence temporaire |
| Darío Echandía              | 19 octobre 1943   | 16 mai 1944       | Alfonso López Pumarejo   | Absence temporaire |
| Alberto Lleras Camargo      | 7 août 1945       | 7 août 1946       | Alfonso López Pumarejo   | Démission          |
| Roberto Urdaneta Arbeláez,  | 5 novembre 1951   | 13 juin 1953      | Laureano Gómez           | Maladie            |
| Gabriel París Gordillo      | 30 juillet 1955   | 3 août 1955       | Gustavo Rojas Pinilla    | Absence temporaire |
| José Antonio Montalvo       | 6 août 1963       | 8 août 1963       | Guillermo León Valencia  | Absence temporaire |
| Rafael Azuero Manchola      | 21 juillet 1973   | 24 juillet 1973   | Misael Pastrana Borrero  | Absence temporaire |
| Indalecio Liévano           | 20 septembre 1975 | 24 septembre 1975 | Alfonso López Michelsen  | Absence temporaire |
| Víctor Mosquera Chaux       | 3 février 1981    | 11 février 1981   | Julio César Turbay Ayala | Absence temporaire |
| Carlos Lemos Simmonds       | 14 janvier 1998   | 24 janvier 1998   | Ernesto Samper           | Maladie            |